# Martin O’Connell
Martin Patrick O’Connell PC (* 1. August 1916 in Victoria, British Columbia; † 11. August 2003) war ein kanadischer Wirtschaftswissenschaftler, Hochschullehrer und Politiker der Liberalen Partei Kanadas, der mehrere Jahre Abgeordneter des Unterhauses sowie Minister war.

## Leben

### Studium und Hochschullehrer
Nach dem Schulbesuch absolvierte O’Connell, Sohn irischer Einwanderer, ein Studium an der Queen’s University in Kingston, das er mit einem Bachelor of Arts (B.A.) beendete. Danach war er als Lehrer tätig. Während des Zweiten Weltkrieges leistete er seinen Wehrdienst in der Ersatzreserve des Service Corps der Royal Canadian Army und wurde zuletzt zum Hauptmann befördert. Nach Kriegsende setzte O’Connell, der Anfang der 1950er Jahre auch als Investmenthändler arbeitete, sein Studium an der Universität Toronto fort und schloss dieses mit einem Master of Arts (M.A.) ab. 1954 erwarb er dort einen Doctor of Philosophy (Ph.D.) mit einer Dissertation über den Publizisten und Politiker Henri Bourassa mit dem Titel Henri Bourassa and Canadian nationalism.
Im Anschluss war er als Dozent und Professor an der Universität Toronto tätig und wirkte zu Beginn der 1960er Jahre als Berater von Finanzminister Walter L. Gordon maßgeblich an den wichtigen Gesetzesvorhaben zu Canada Pension Plan, Medicare und den Municipal Loan Development Plan mit. Bei der Unterhauswahl am 8. November 1965 bewarb er sich für die Liberale Partei im Wahlkreis Greenwood erstmals um ein Unterhausmandat, erlitt allerdings eine Wahlniederlage.

### Unterhausabgeordneter und Minister
Bei der darauf folgenden Unterhauswahl vom 25. Juni 1968 wurde er dann als Vertreter des Wahlkreises Scarborough East zum Abgeordneten in das Unterhaus gewählt, verlor diesen Sitz aber bereits bei der nächsten Unterhauswahl am 30. Oktober 1972.
Während dieser Zeit war er zunächst von Oktober 1969 bis August 1971 zunächst Parlamentarischer Sekretär beim Minister für regionale wirtschaftliche Expansion und dann im Anschluss zwischen dem 12. August 1971 und dem 27. Januar 1972 Staatsminister ohne Geschäftsbereich. Danach wurde er am 28. Januar 1972 von Premierminister Pierre Trudeau als Arbeitsminister in das 20. kanadische Kabinett berufen, dem er bis zum 26. November 1972 angehörte. Nach seinem Ausscheiden aus dem Unterhaus und der Regierung arbeitete er in den folgenden zwei Jahren als Erster Sekretär (Principal Secretary) von Premierminister Trudeau.
Bei der Unterhauswahl vom 8. Juli 1974 wurde O’Connell im Wahlkreis Scarborough East wieder zum Abgeordneten gewählt. Er verlor das Mandat bei der nächsten Wahl am 22. Mai 1979 wieder.
Nach seinem Wiedereinzug ins Unterhaus fungierte er zwischen dem 30. September 1974 und dem 12. Oktober 1976 als Co-Vorsitzender des Gemeinsamen Sonderausschusses des Parlaments von Kanada für Einwanderungspolitik. Zuletzt war O’Connell vom 24. November 1978 bis zum Ende von Trudeaus Amtszeit am 3. Juni 1979 noch einmal Arbeitsminister in der 20. Regierung. Bei der Unterhauswahl am 8. Februar 1980 kandidierte er erneut im Wahlkreis Scarborough East, wurde aber nicht gewählt.
Zuletzt war O’Connell von Januar 1984 bis Januar 1989 Vorsitzender des Verwaltungsrates des kanadischen Zentrums für Arbeitsgesundheit und Arbeitssicherheit (Canadian Centre for Occupational Health and Safety).

## Veröffentlichungen
- Henri Bourassa and Canadian nationalism, Thesis (Ph.D.) – University of Toronto, 1954
- Henri Bourassa, a select bibliography, Toronto 1954
- Canadian standards of housing in Indian reserve communities, 1965